# Барсучья (река)
Барсучья — река в Томской области России, правый приток Чулыма. Устье реки находится в 6 км от устья по правому берегу Трескуловской старицы Чулыма, впадающей в Чулым в 160 км от устья справа. Протяжённость реки 18 км. Высота устья 77 м.

## Данные водного реестра
По данным государственного водного реестра России относится к Верхнеобскому бассейновому округу, водохозяйственный участок реки — Чулым от водомерного поста села Зырянское до устья, речной подбассейн реки — Чулым. Речной бассейн реки — (Верхняя) Обь до впадения Иртыша.
Код водного объекта — 13010400312115200022312.